# Drosopigí (ort i Grekland, Attika)
Drosopigí (Drosopigi) är en ort i Grekland.   Den ligger i prefekturen Nomarchía Anatolikís Attikís och regionen Attika, i den sydöstra delen av landet, 23 km norr om huvudstaden Aten. Drosopigí ligger 449 meter över havet och antalet invånare är 156.
Terrängen runt Drosopigí är kuperad. Runt Drosopigí är det tätbefolkat, med 762 invånare per kvadratkilometer. Närmaste större samhälle är Acharnes, 12,5 km sydväst om Drosopigí. 